# Бузаков, Александр Сергеевич
Александр Сергеевич Бузаков (7 июля 1956 года, Ленинград, СССР — 24 декабря 2022 года, Сестрорецк, Россия) — российский кораблестроитель, генеральный директор АО «Адмиралтейские верфи» (2011—2022).

## Биография
Родился 7 июля 1956 года в г. Ленинград.
Окончил Ленинградский кораблестроительный институт по специальности «Судовые силовые установки» с присвоением квалификации инженер-механик (1980).
Работал в Ленинградском Адмиралтейском объединении (с 1993 г. АО «Адмиралтейские верфи»): инженер-технолог, зам. начальника и начальник цеха, начальник стапельно-сдаточного производства, главный инженер.
В 2004—2007 гг. генеральный директор ОАО "Судостроительный завод «Северная верфь». В 2007—2008 гг. — директор ФГУП «Средне-Невский судостроительный завод».
С 2008 г. — генеральный директор ОАО «Западный центр судостроения» (субхолдинг ОАО «Объединенная судостроительная корпорация»).
С июля 2011 г. главный инженер и и. о. генерального директора, с августа того же года генеральный директор АО «Адмиралтейские верфи».
Под его руководством построены серии современных подводных лодок для ВМФ и иностранных заказчиков, высокотехнологичные глубоководные аппараты, суда и корабли, в том числе мощные ледоколы, универсальные патрульные корабли арктической зоны «Иван Папанин» и «Николай Зубов», ледостойкая платформа «Северный полюс», крупная серия больших морозильных рыболовных траулеров.
Кандидат технических наук, диссертация на тему «Улучшение эксплуатационных характеристик корабельных трубопроводов путем модернизации их конструкций при ремонте».
Соавтор монографии «Мировое и российское танкерное судоходство и судостроение».
Лауреат Премии Правительства Российской Федерации в области науки и техники 2003 года — за создание и проведение испытаний уникальной подводной лодки-лаборатории.
Награждён орденом «За морские заслуги», медалями ордена «За заслуги перед Отечеством» I и II степени, медалями «300 лет Российскому флоту», «В память 300-летия Санкт-Петербурга».
Скоропостижно умер 24 декабря 2022 года.

## Память
- На «Адмиралтейских верфях» будут проходить спортивные турниры в память о Бузакове[4].